# Jann Gallois
Pour les articles homonymes, voir Gallois (homonymie).
Jann Gallois, de son vrai nom Jeanne Gallois née en 1988, est une danseuse et une chorégraphe française de danse contemporaine.

## Biographie
Née en 1988, Jeanne Gallois est la fille de parents professionnels de la musique. Son père est Pascal Gallois, bassoniste, professeur, directeur de conservatoire et chef d'orchestre. À quinze ans, alors qu’elle est en dixième année de conservatoire de musique, ayant pratiqué le violon, le piano, le basson et le cor, elle tombe en arrêt dans la rue devant des danseurs de hip-hop. Elle décide de pratiquer cette danse, qu’elle apprend sur le terrain. Tout en menant des études de mathématiques et de physique, elle prend aussi des cours de danse contemporaine avec Peter Goss,.
Elle devient danseuse, débordant de l’étiquette hip-hop, et commence sur scène avec Sébastien Lefrançois en 2008, jouant notamment à Suresnes Cités Danse. Un festival auquel elle va participer dès lors régulièrement. « Le hip hop était une danse de la performance et les filles étaient très peu présentes », commente le directeur de ce festival de Suresnes, Olivier Meyer, « en provoquant la rencontre entre danseurs hip hop et chorégraphes contemporains, nous avons favorisé l'émergence des filles, d'abord comme danseuses, puis comme chorégraphes ». Elle est également remarquée dans des spectacles de Sylvain Groud, Angelin Preljocaj et Sébastien Ramirez.
Elle crée sa compagnie en 2012, qu'elle baptise BurnOut, et devient aussi chorégraphe,. Elle conçoit notamment deux solos, P=mg en 2013 sur la force gravitationnelle, puis Diagnostic F20.9 en 2014, sur la schizophrénie. Puis elle conçoit et chorégraphe un duo, Compact, présenté en 2016 et qui marque les esprits : deux corps de danseurs continuellement en mouvement s’entremêlent, comme aimantés l’un à l’autre,. La même année, elle crée le trio Carte Blanche, performance interactive avec Marie Marcon et Aloïse Sauvage comme interprètes auprès d'elle sur le plateau. En 2017, une autre chorégraphie, Quintette, joue avec les possibilités d'union et de désunion de cinq corps,. En 2018, avec Kader Attou, et Maki Munetaka, elle monte un spectacle de hip-hop à la japonaise, Triple Bill #1, jugé « particulièrement décoiffant »,, dans laquelle les interprètes ne décollent pas la tête du sol.
Elle réalise également un film de cinq minutes, Looking for an Ideal, où elle danse dans les gradins d’une salle de spectacle.

## Décorations
- Officier de l'ordre des Arts et des Lettres (2022)[10]

## Principaux spectacles
Par rôle dans l'élaboration du spectacle.

### Comme danseuse
- 2008 : Roméos et Juliettes de Sébastien Lefrançois
- 2010 : Elles de Sylvain Groud
- 2010 : Obstacle de Sébastien Lefrançois
- 2011 : Altérité de Bouziane Bouteldja
- 2012 : Royaume Uni d’Angelin Preljocaj
- 2013 : Borderline de Sébastien Ramirez
- 2013 : Asobi de Kaori Ito
- 2013 : P=mg de Jann Gallois
- 2014 : Diagnostic F20.9 de Jann Gallois
- 2016 : Compact de Jann Gallois[2],[3]
- 2017 : Quintette, de Jann Gallois[6]
- 2017 : L'Éclosion des gorilles au cœur d'artichaut
- 2017 : Carte blanche de Jann Gallois
- 2018 : Les Bulles d'air
- 2021 : Ineffable
- 2022 : Dessine-moi le bonheur
- 2022 : Imperfecto, en duo avec David Coria[12]

### Assistance chorégraphe
- 2014 : Faites la place ! de Sébastien Lefrançois

### Chorégraphe
- 2013 : P=mg
- 2014 : Diagnostic F20.9
- 2016 : Compact[2],[3]
- 2017 : Quintette [6]
- 2017 : Carte blanche
- 2018 : Triple Bill #1, avec Kader Attou, et Maki Munetaka[7]
- 2019 : Samsara[13]
- 2020 : Reverse
- 2021 : Ineffable[14]
- 2021 : Mandala
- 2022 : In situ[15]
- 2022 : Dessine-moi le bonheur
- 2022 : Imperfecto[12]
- 2025 : Imminentes